# Сентябрьский пленум ЦК КПСС (1953)
Сентябрьский пленум ЦК КПСС 1953 года состоялся 3—7 сентября в Москве. Вошел в историю как политическое событие, имевшее важное значение для развития сельского хозяйства в СССР. Пленум рассмотрел вопрос «О мерах по дальнейшему развитию сельского хозяйства СССР», впервые за долгие годы подверг критике аграрную политику Сталина и сделал попытку её реформирования. Новое партийно-государственное руководство после смерти Сталина стремилось осуществить социальную переориентацию экономики страны, в частности сельского хозяйства. Её контуры предварительно уже были сформулированы в выступлении Георгия Маленкова на сессии ВС СССР (август 1953 года). На пленуме доклад, отражавший реформаторскую программу Маленкова, по неустановленным историками причинам был произнесён Никитой Сергеевичем Хрущёвым. Данный доклад был проникнут резкостью оценок и реалистичным анализом состояния дел в области аграрных отношений, в частности отмечалось, что в стране потребности населения в продуктах питания не удовлетворяются.
Решение пленума предусматривало уменьшение сельскохозяйственного налога в 2,5 раза, списание недоимок по сельскохозяйственному налогу предыдущих лет, увеличение размеров приусадебных участков колхозников, повышение заготовительных цен на сельскохозяйственную продукцию, расширение возможностей для развития колхозного рынка. Около 20 тысяч партийных работников среднего звена было направлено на село для укрепления руководства отсталых хозяйств. Данное решение пленума имело положительные результаты: рост производительности труда в сельском хозяйстве (в 1955 г. она выросла на 38% по сравнению с 1940 г.), также росла материальная заинтересованность колхозников, повышалась урожайность.
В то же время пленум обошёл вниманием зерновую проблему. Вскоре государству пришлось осваивать целинные и залежные земли Казахстана и Средней Азии, дополнительно вводить в сельскохозяйственный оборот земли на Украине.
На Пленуме Маленков подверг критике партаппарат, обвинив его в перерождении. Хрущёв на это ответил тем, что нельзя обижать партаппарат, ведь он — «наша опора». В итоге 7 сентября пленум избрал Н. С. Хрущёва первым секретарём ЦК КПСС, вследствие чего власть Хрущёва укрепилась. Начался новый период в истории СССР — «Оттепель».